# Prepuci del clítoris
En el camp de l'anatomia humana, el prepuci del clítoris (llat. praeputium clitoridis), també anomenat prepuci clitorial, és el plec de la mucosa, punt de trobada dels llavis menors de la vagina, que cobreix el clítoris. Externament visible sota aquest prepuci hi trobem el gland del clítoris. És possible que les secrecions genitals s'acumulin sota aquest prepuci, causant així irritació i altres problemes. A diferència del penis el cap excitat del clítoris no surt sinó que es retracta sobre el seu prepuci.